# أماندا براون
أماندا براون (بالإنجليزية: Amanda Brown)‏ هي ملحنة ومغنية وكاتبة غنائية أسترالية، ولدت في 17 نوفمبر 1965.

## وصلات خارجية
- أماندا براون على موقع IMDb (الإنجليزية)
- أماندا براون على موقع ميوزك برينز (الإنجليزية)
- أماندا براون على موقع ديسكوغز (الإنجليزية)
- أماندا براون على موقع قاعدة بيانات الفيلم (الإنجليزية)